# Geelong
Geelong (dʒᵻˈlɒŋ) (277 000 abitanti nel 2022) è la seconda città più popolosa dello Stato australiano di Victoria. È una città portuale situata sulla Corio Bay e il fiume Barwon, 75 chilometri a ovest di Melbourne, e ha un clima temperato.

## Storia
Geelong fu così chiamata dal governatore Richard Burke nel 1837 dal nome che gli indigeni Wautharong davano al luogo, Jillong, che si pensa significasse "terra" o "rupi". Negli stessi anni furono costruite le prime strutture dagli europei, dapprima magazzini per la lana da spedire via mare attraverso il porto, poi manifatture come lanifici, cartiere, fabbriche di corda, mentre anche la corsa all'oro aveva contribuito all'incremento demografico locale. Geelong ottenne il titolo di città nel 1910 e la crescita industriale continuò fino agli anni sessanta quando la popolazione superò i 100 000 abitanti. Da allora il settore industriale è andato declinando mentre è cresciuto il terziario.

## Geografia antropica

### Sobborghi

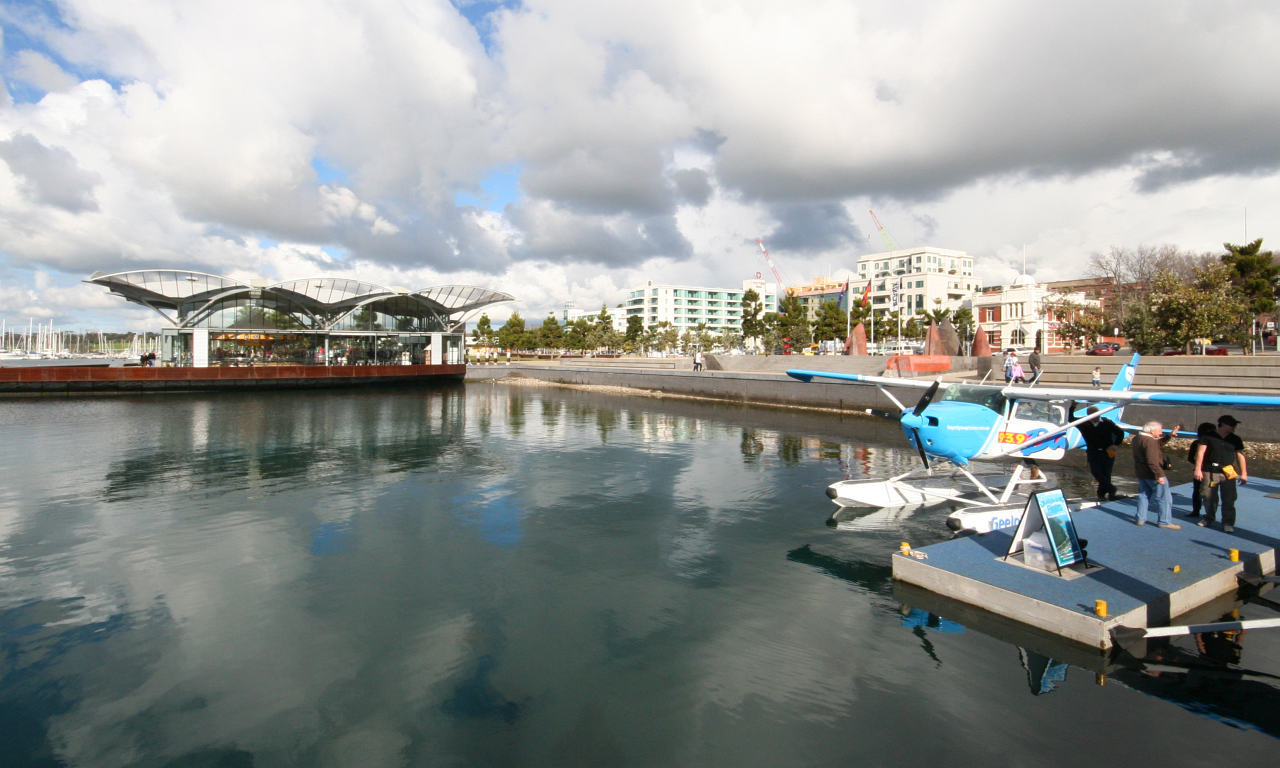
Steampacket Quay sul lungomare di Geelong

- Avalon
- Bell Park
- Bell Post Hill
- Belmont
- Breakwater
- Ceres
- Corio
- Drumcondra
- East Geelong
- Fyansford
- Geelong West
- Geelong city centre
- Grovedale
- Hamlyn Heights
- Herne Hill
- Highton
- Indented Head
- Lara
- Leopold
- Lovely Banks
- Manifold Heights
- Mannerim
- Marshall
- Moolap
- Mount Duneed
- Newcomb
- Newtown
- Norlane
- North Geelong
- North Shore
- Point Wilson
- Rippleside
- South Geelong
- St Albans Park
- Thomson
- Wandana Heights
- Waurn Ponds
- Whittington

## Amministrazione

### Gemellaggi
Geelong è gemellata con due città:
- Lianyungang
- Izumiōtsu